# 哈爾勒河
53°42′26″N 7°48′31″E / 53.70722°N 7.80861°E

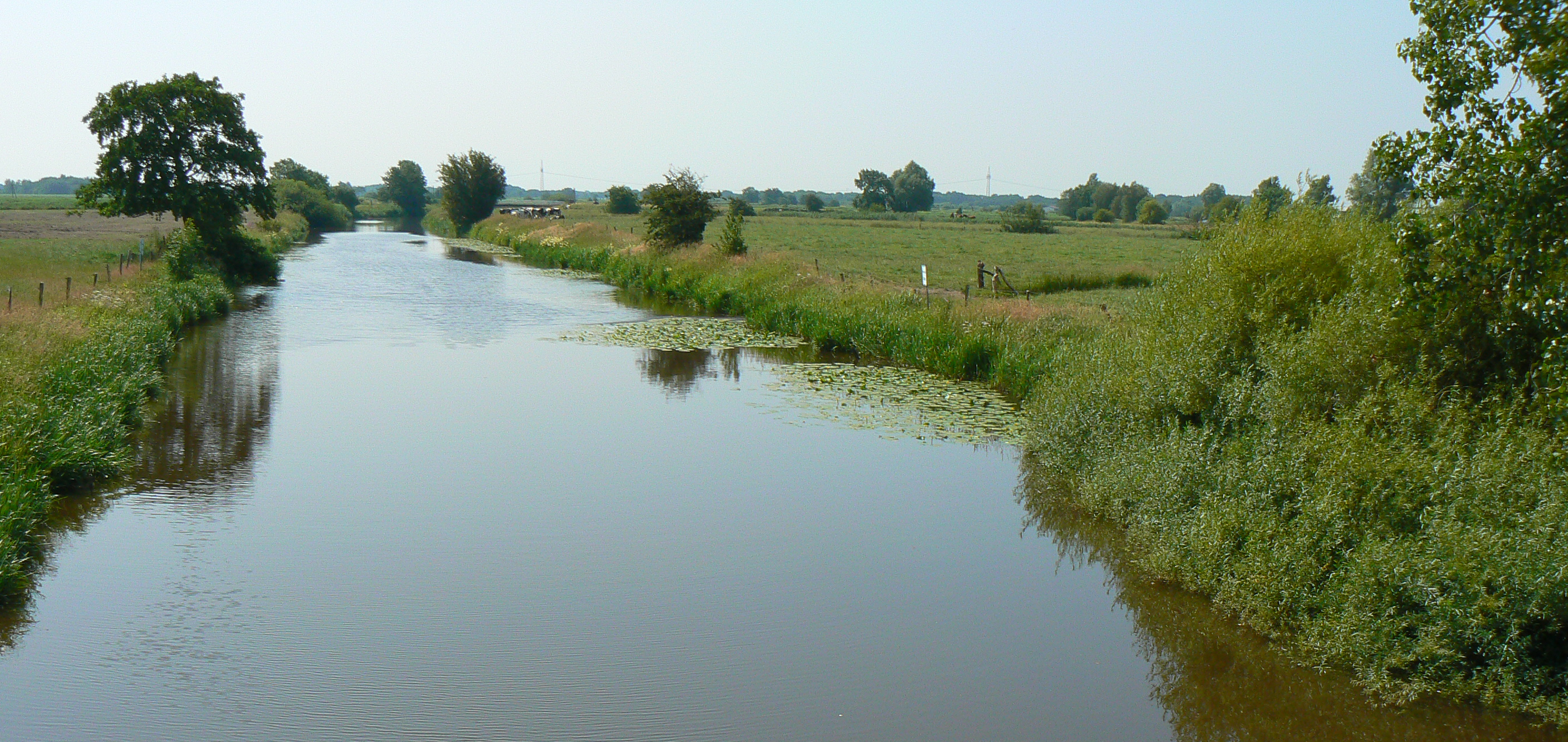
哈爾勒河

哈爾勒河（德語：Harle），是德國的河流，位於該國西北部，由下薩克森州負責管轄，處於維特蒙德縣，河道全長35.7公里，流域面積198平方公里，最終注入北海。